# Highway to Hell (canción)
«Highway to Hell» (en español: «Autopista al infierno») es una canción de la banda australiana de hard rock, AC/DC. Es la canción inicial del álbum del mismo nombre, que salió al mercado en 1979, y la duodécima canción del álbum recopilatorio AC/DC Live.
La canción fue escrita por Bon Scott, Angus Young y Malcolm Young mientras el riff de la guitarra fue creado por Malcolm Young. 
El número se ha convertido en una de las canciones más famosas en la historia del hard rock e incluso un himno para sus seguidores. AC/DC había producido varios álbumes en estudio anteriormente y tradicionalmente eran promovidos con exhaustivos programas de gira.

## Origen del título
La canción y el título del álbum fue inspirado supuestamente en la ocasión en que un reportero preguntó a Angus Young si podía describir cómo era la vida al estar constantemente en gira. Angus contestó que era "A fucking highway to hell" (literalmente "una jodida autopista al infierno") y de ahí quedó el nombre. 
Angus declaró que cuando está en la carretera en un autobús durmiendo con el calcetín oloroso de otra persona en tu cara es como estar en una autopista al infierno. Con títulos como éste, llegaron a existir rumores acerca de los miembros de la banda, siendo para éstos una especie de admiradores o adoradores de Satán, además de la portada del álbum mostrando a Angus Young con cuernos de demonio y una cola sirvieron para generar controversia aunque la banda ha negado tener nada que ver con la práctica del satanismo.[cita requerida]

## Significado de la canción y éxito comercial
El origen del título es más probable por parte del vocalista principal, Bon Scott quien provenía de Perth, Australia. La taberna habitual de Scott estaba en Canning Highway al pie de una muy inclinada colina, en una intersección que vio tantos choques que la carretera empezó a ser conocida como "La Autopista al Infierno". 
Bon pudiera referirse a este lugar en la parte de las letras donde dice "Going down, party time, my friends are gonna be there too" ("...yendo abajo, tiempo de fiesta, mis amigos van a estar allí también"); refiriéndose a la taberna al pie de la colina.
Ésta y otras canciones trajeron a AC/DC su primer álbum con ventas millonarias, con Highway to Hell en el número 17 de las listas de popularidad. 
Bon Scott sería encontrado muerto en el asiento trasero del automóvil de un amigo sólo seis meses después. El éxito de Highway to Hell, tanto la canción como el álbum pusieron a AC/DC en el camino para grabar un año después Back in Black, su más famosa producción y un tributo para Bon Scott, uno de los álbumes más vendidos de la historia de la música.

## Lista de canciones

### Reino Unido
Relanzado en 1992 por ATCO
1. «Bonny»/«Highway to Hell» (en vivo)
2. «Hells Bells» (en vivo)
3. «The Jack» (en vivo)

### AlemaniayFrancia
Relanzado en 1992 por ATCO
1. «Highway to Hell» (en vivo)
2. «Hell Ain't a Bad Place to Be» (en vivo)
3. «High Voltage» (en vivo)

### Australia
Relanzado en 1992 por Albert Productions y Epic Records
1. «Bonny»/«Highway to Hell» (en vivo)
2. «High Voltage» (en vivo)
3. «Hell Ain't a Bad Place to Be» (en vivo)

### Estados UnidosyCanadá
Relanzado en 1992 por ATCO
1. «Highway to Hell» (en vivo)
2. «Hell Ain't a Bad Place to Be» (en vivo)
3. «The Jack» (en vivo)
4. «High Voltage» (en vivo)
5. «Back in Black» (en vivo)

## Personal
- Bon Scott – voz principal
- Angus Young – guitarra líder
- Malcolm Young – guitarra rítmica, coros
- Cliff Williams – bajo, coros
- Phil Rudd – batería

## Posición en las listas
| Año  | Lista                                     | Mejor posición |
| ---- | ----------------------------------------- | -------------- |
| 1979 | Alemania (Media Control AG)               | 30             |
| 1979 | Australia (Kent Music Report)             | 24             |
| 1979 | Bélgica (Flandes) (Ultratop 50)           | 14             |
| 1979 | Estados Unidos (Billboard Hot 100)        | 47             |
| 1979 | Países Bajos (Dutch Top 40)               | 27             |
| 1979 | Reino Unido (The Official Charts Company) | 56             |
| 1992 | Estados Unidos (Mainstream Rock Tracks)   | 29             |
| 1992 | Irlanda (Irish Singles Chart)             | 12             |
| 1992 | Nueva Zelanda (Recorded Music NZ)         | 9              |
| 1992 | Reino Unido (UK Singles Chart)            | 14             |
| 1992 | Suecia (Sverigetopplistan)                | 32             |
| 2012 | Austria (Ö3 Austria Top 40)               | 52             |
| 2012 | España (Top 100 Canciones)                | 24             |
| 2012 | Francia (SNEP)                            | 23             |
| 2013 | Irlanda (Irish Singles Chart)             | 23             |
| 2013 | Reino Unido (UK Singles Chart)            | 4              |

## Otros usos y versiones
- El grupo gallego Siniestro Total hizo una especie de cover llamado Somos Siniestro Total, con los mismos acordes pero con una letra nueva que simbolizaba la presentación del grupo.

- Highway to Hell también fue el tema oficial de un conocido PPV de WWE: Summer Slam 1998 (Celebrado en Nueva York, en el estadio de Madison Square Garden).

- La banda argentina A.N.I.M.A.L con Lemmy Kilmister de Motörhead hizo una versión de esta canción,[13] al igual que Chester Bennington junto con el guitarrista Slash.

- El grupo Blondie hizo una versión de la canción para su álbum Live.
- En 1999, Marilyn Manson realizó su versión para la banda sonora de la película Detroit Rock City.

- La serie Glee hizo una versión de esta canción en el capítulo 14 de la primera temporada, "Hell-O". La canción es interpretada por Vocal Adrenaline (Adrenalina Vocal en español).

- El grupo estadounidense Quiet Riot hizo una versión de esta canción como tributo a la banda.

- El legendario Tiny Tim hizo una destacable versión donde combina su voz de Falsete y barítono, incluida en su álbum Rock.

- Aparece al igual en la serie Los Simpson en varios de sus episodios. Un ejemplo aparece al final del episodio "Historias de la biblia" donde en la última escena del capítulo la familia entra en algún tipo de agujero al infierno, entonces entra la canción hasta terminar los créditos.

- En la película Destino final 2, la canción es escuchada en una radio por la protagonista poco antes del gran accidente en la carretera.
- En 2010, fue incluida en la banda sonora de Iron Man 2 y de Megamind.

- Fue una de las siete canciones de AC/DC incluidas en la Lista de canciones inapropiadas según Clear Channel Communications tras los atentados del 11 de septiembre de 2001.[14]